# Al Shorta
Al Shorta FC (Arabisch: الشرطة, lett. Nederlands: Politieclub) is een Irakese voetbalclub uit de hoofdstad Bagdad. De club is opgericht in 1932 en heeft 11 keer de Superliga gewonnen.

## Erelijst
- Superliga (11)
- 1963, 1967, 1968, 1969, 1970, 1972, 1980, 1998, 2013, 2014, 2019.[1]

## Bekende spelers
- Nashat Akram